# アンドリッツ
アンドリッツ（Andritz AG）は、紙パルプ、ハイドロ、鉄鋼、固液分離機の分野を中心とする産業機器の製造・販売を行う多国籍企業。オーストリア・グラーツに本拠を置き、世界40カ国以上に拠点を持つ。ウィーン証券取引所上場企業。

## 沿革
アンドリッツは、1852年にグラーツ近郊地区のアンドリッツにあるハンガリーの起業家Josef Körösiによって設立された鉄の鋳造所にその起源を持つ。 事業はクレーン、ポンプ、蒸気ボイラーなどに拡大、2度の世界大戦と大恐慌期には一時生産停止に追い込まれるも、戦後はスイスのエッシャーウイスとの協力のもと水タービン、遠心ポンプ、クレーン、鋼板製造などに事業をしぼり、1951年から紙パルプ関連の産業機器にも着手した。1980年代初頭の第2次オイルショックを、オーストリア政府の補助金と合理化により乗り切り、1987年以降はカーライル・グループなど海外の投資会社の資本下にあったが、2001年にウィーン証券取引所で株式公開を行った。1990年のアメリカ・ペンシルベニア州に拠点を持つSprout Bauer Incの買収以降企業買収も進み、2013年にはドイツのプレス機器メーカーのシューラーグループを買収した。
グループ全体としては紙パルプ関連が最大であり、鉄鋼およびハイドロが次ぐ。売上は中国を含むアジアが約3分の1、ヨーロッパおよび北米が各3割弱となっている。

## 日本における展開
日本法人は「アンドリッツ株式会社」（Andritz K.K.）と、抄紙機で使用されるファブリックやフェルト等に特化した「アンドリッツ・ファブリック＆ロール株式会社」の2法人がある。アンドリッツ株式会社は紙パルプ生産工程に関わる機器の販売およびアフターサービスを中心にバイオマス発電機器などの提供も行っている。東京（晴海アイランドトリトンスクエア）に本社オフィスを持つほか、アンドリッツ株式会社は神戸市に事業所を持ち、アンドリッツ・ファブリック＆ロール株式会社は茨城県鉾田市に工場を保有する。